# RTV Stara Pazova
Radio televizija Stara Pazova je radiotelevizijska kuća iz Stare Pazove. 
Proizvodi i emitira radijski, televizijski i multimedijalni program. Programi su na srpskom i na slovačkom jeziku. Program RTV Stara Pazova usmjeren je na informiranje, afirmiranje nacionalnih, manjinskih i univerzalnih kulturnih vrijednosti, zastupanje interesa ljudi svih dobnih skupina, bolesnih i osoba s posebnim potrebama, poticanje krativnosti lokalnog stvaralaštva i doprinos ugledu pazovskog kraja u zemlji i inozemstvu. RTV Stara Pazova ima vodeću ulugu u informiranju na lokalnom nivou.
Radijski program emitira na frekvenciji 91,5 MHz. Radio Staru Pazovu može se čuti na području između Beograda i Novog Sada. Televizijski program emitira preko kabelskog operatera u općini Stara Pazova. Radijski i televizijski program može se pratiti preko službenih stranica RTV Stara Pazova.

## Vanjske poveznice
- službene stranice RTV Stara Pazova